# 배틀필드 (비디오 게임 시리즈)
《배틀필드》(Battlefield) 시리즈는 윈도우/맥 OS 용 게임 배틀필드 1942 발매를 시작으로 한 1인칭 슈팅 게임 시리즈로 첫 작품은 스웨덴 기업 EA 디지털 일루션 CE이 개발하고 일렉트로닉 아츠가 발매했다. 배틀필드의 다른 1인칭 슈팅 게임과 다른 특징으로는 넒은 맵, 팀워크를 요구하고 탈 것이 있다는 점이 있다. 배틀필드 시리즈는 2002년 첫 발매로부터 2015년까지 총 27개의 게임을 발매했으며 총 판매량 5~6천만장을 기록하고 있다.

## 게임
《배틀필드》(Battlefield) 시리즈는 보통 대규모의 온라인 멀티플레이어 전투에 초점을 맞춘다. 분대의 일원으로서 플레이하는 것은 이 시리즈의 주요 요소가 되었다.
배틀필드2 이후 시리즈는 각 플레이어의 온라인 통계를 기록하여 메달, 리본, 핀 등의 상은 물론 성적에 따른 순위 프로모션과 무기 잠금 해제를 받을 수 있다.
모든 배틀필드 게임에는 계급 제도가 존재한다. 각 계급마다 다른 장비와 함께 각기 다른 종류의 1차 무기가 특징으로, 전장에서의 역할을 차별화한다.
다른 선수들을 칼로 근거리 전투에 참여시키는 능력은 전장 게임에 존재해왔다. 배틀필드 2142년부터 이 시리즈는 칼로 살해된 선수 한 명당 개 꼬리표를 수여하는 내용을 담고 있다.
| 연도       | 엔진                         | 타이틀                                     | 플랫폼 | 플랫폼 | 플랫폼 | 플랫폼   | 플랫폼 | 플랫폼 | 플랫폼 | 플랫폼 |
| ---------- | ---------------------------- | ------------------------------------------ | ------ | ------ | ------ | -------- | ------ | ------ | ------ | ------ |
| 연도       | 엔진                         | 타이틀                                     | 윈도우 | macOS  | PS2    | 엑스박스 | PS3    | X360   | PS4    | XONE   |
| 2002       | 리프랙터 1                   | 배틀필드 1942                              | 예     | 예     | 아니요 | 아니요   | 아니요 | 아니요 | 아니요 | 아니요 |
| 2003       | 리프랙터 1                   | ■ 배틀필드 1942: 더 로드 투 로마           | 예     | 예     | 아니요 | 아니요   | 아니요 | 아니요 | 아니요 | 아니요 |
| 2003       | 리프랙터 1                   | ■ 배틀필드 1942: 2차 세계대전의 비밀병기들 | 예     | 예     | 아니요 | 아니요   | 아니요 | 아니요 | 아니요 | 아니요 |
| 2004       | 리프랙터 1                   | 배틀필드 베트남                            | 예     | 아니요 | 아니요 | 아니요   | 아니요 | 아니요 | 아니요 | 아니요 |
| 2005       | 렌더웨어                     | 배틀필드 2: 모던 컴뱃                      | 아니요 | 아니요 | 예     | 예       | 아니요 | 예     | 아니요 | 아니요 |
| 2005       | 리프랙터 2                   | 배틀필드 2                                 | 예     | 아니요 | 아니요 | 아니요   | 아니요 | 아니요 | 아니요 | 아니요 |
| 2005       | 리프랙터 2                   | ■ Battlefield 2: Special Forces            | 예     | 아니요 | 아니요 | 아니요   | 아니요 | 아니요 | 아니요 | 아니요 |
| 2006       | 리프랙터 2                   | ■ Battlefield 2: Euro Force                | 예     | 아니요 | 아니요 | 아니요   | 아니요 | 아니요 | 아니요 | 아니요 |
| 2006       | 리프랙터 2                   | ■ Battlefield 2: Armored Fury              | 예     | 아니요 | 아니요 | 아니요   | 아니요 | 아니요 | 아니요 | 아니요 |
| 2006       | 리프랙터 2                   | 배틀필드 2142                              | 예     | 예     | 아니요 | 아니요   | 아니요 | 아니요 | 아니요 | 아니요 |
| 2007       | 리프랙터 2                   | ■ Battlefield 2142: Northern Strike        | 예     | 아니요 | 아니요 | 아니요   | 아니요 | 아니요 | 아니요 | 아니요 |
| 2008       | 프로스트바이트 (게임 엔진)   | 배틀필드: 배드 컴퍼니                      | 아니요 | 아니요 | 아니요 | 아니요   | 예     | 예     | 아니요 | 아니요 |
| 2009       | 리프랙터 2                   | 배틀필드 히어로즈                          | 예     | 아니요 | 아니요 | 아니요   | 아니요 | 아니요 | 아니요 | 아니요 |
| 2009       | 프로스트바이트 (게임 엔진)   | 배틀필드 1943                              | 아니요 | 아니요 | 아니요 | 아니요   | 예     | 예     | 아니요 | 아니요 |
| 2010       | 프로스트바이트 (게임 엔진)   | 배틀필드: 배드 컴퍼니 2                    | 예     | 아니요 | 아니요 | 아니요   | 예     | 예     | 아니요 | 아니요 |
| 2010       | 프로스트바이트 (게임 엔진)   | ■ Battlefield: Bad Company 2: Vietnam      | 예     | 아니요 | 아니요 | 아니요   | 예     | 예     | 아니요 | 아니요 |
| 2010       | 리프랙터 2                   | 배틀필드 온라인                            | 예     | 아니요 | 아니요 | 아니요   | 아니요 | 아니요 | 아니요 | 아니요 |
| 2011       | 리프랙터 2                   | 배틀필드: 플레이4프리                      | 예     | 아니요 | 아니요 | 아니요   | 아니요 | 아니요 | 아니요 | 아니요 |
| 2011       | 프로스트바이트 (게임 엔진)   | 배틀필드 3                                 | 예     | 아니요 | 아니요 | 아니요   | 예     | 예     | 아니요 | 아니요 |
| 2011       | 프로스트바이트 (게임 엔진)   | ■ Battlefield 3: Back to Karkand           | 예     | 아니요 | 아니요 | 아니요   | 예     | 예     | 아니요 | 아니요 |
| 2012       | 프로스트바이트 (게임 엔진)   | ■ Battlefield 3: Close Quarters            | 예     | 아니요 | 아니요 | 아니요   | 예     | 예     | 아니요 | 아니요 |
| 2012       | 프로스트바이트 (게임 엔진)   | ■ Battlefield 3: Armored Kill              | 예     | 아니요 | 아니요 | 아니요   | 예     | 예     | 아니요 | 아니요 |
| 2012       | 프로스트바이트 (게임 엔진)   | ■ Battlefield 3: Aftermath                 | 예     | 아니요 | 아니요 | 아니요   | 예     | 예     | 아니요 | 아니요 |
| 2013       | 프로스트바이트 (게임 엔진)   | ■ Battlefield 3: End Game                  | 예     | 아니요 | 아니요 | 아니요   | 예     | 예     | 아니요 | 아니요 |
| 2013       | 프로스트바이트 (게임 엔진)   | 배틀필드 4                                 | 예     | 아니요 | 아니요 | 아니요   | 예     | 예     | 예     | 예     |
| 2013       | 프로스트바이트 (게임 엔진)   | ■ Battlefield 4: China Rising              | 예     | 아니요 | 아니요 | 아니요   | 예     | 예     | 예     | 예     |
| 2013/2014† | 프로스트바이트 (게임 엔진)   | ■ Battlefield 4: Second Assault            | 예     | 아니요 | 아니요 | 아니요   | 예     | 예     | 예     | 예     |
| 2014       | 프로스트바이트 (게임 엔진)   | ■ Battlefield 4: Naval Strike              | 예     | 아니요 | 아니요 | 아니요   | 예     | 예     | 예     | 예     |
| 2014       | 프로스트바이트 (게임 엔진)   | ■ Battlefield 4: Dragon's Teeth            | 예     | 아니요 | 아니요 | 아니요   | 예     | 예     | 예     | 예     |
| 2014       | 프로스트바이트 (게임 엔진)   | ■ Battlefield 4: Final Stand               | 예     | 아니요 | 아니요 | 아니요   | 예     | 예     | 예     | 예     |
| 2015       | 프로스트바이트 (게임 엔진)   | ■ Battlefield 4: Weapons Crate             | 예     | 아니요 | 아니요 | 아니요   | 예     | 예     | 예     | 예     |
| 2015       | 프로스트바이트 (게임 엔진)   | ■ Battlefield 4: Night Operations          | 예     | 아니요 | 아니요 | 아니요   | 예     | 예     | 예     | 예     |
| 2015       | 프로스트바이트 (게임 엔진)   | ■ Battlefield 4: Community Operations      | 예     | 아니요 | 아니요 | 아니요   | 예     | 예     | 예     | 예     |
| 2015       | 프로스트바이트 (게임 엔진)   | ■ Battlefield 4: Legacy Operations         | 예     | 아니요 | 아니요 | 아니요   | 아니요 | 아니요 | 예     | 예     |
| 2015       | 프로스트바이트 (게임 엔진)   | 배틀필드: 하드라인                         | 예     | 아니요 | 아니요 | 아니요   | 예     | 예     | 예     | 예     |
| 2015       | 프로스트바이트 (게임 엔진)   | ■ Battlefield Hardline: Criminal Activity  | 예     | 아니요 | 아니요 | 아니요   | 예     | 예     | 예     | 예     |
| 2015       | 프로스트바이트 (게임 엔진)   | ■ Battlefield Hardline: Robbery            | 예     | 아니요 | 아니요 | 아니요   | 예     | 예     | 예     | 예     |
| 2015       | 프로스트바이트 (게임 엔진)   | ■ Battlefield Hardline: Blackout           | 예     | 아니요 | 아니요 | 아니요   | 예     | 예     | 예     | 예     |
| 2016       | 프로스트바이트 (게임 엔진)   | ■ Battlefield Hardline: Getaway            | 예     | 아니요 | 아니요 | 아니요   | 예     | 예     | 예     | 예     |
| 2016       | 프로스트바이트 (게임 엔진)   | ■ Battlefield Hardline: Betrayal           | 예     | 아니요 | 아니요 | 아니요   | 예     | 예     | 예     | 예     |
| 2016       | 프로스트바이트 (게임 엔진)   | 배틀필드 1                                 | 예     | 아니요 | 아니요 | 아니요   | 아니요 | 아니요 | 예     | 예     |
| 2017       | 프로스트바이트 (게임 엔진)   | ■ Battlefield 1: They Shall Not Pass       | 예     | 아니요 | 아니요 | 아니요   | 아니요 | 아니요 | 예     | 예     |
| 2017       | 프로스트바이트 (게임 엔진)   | ■ Battlefield 1: In the Name of the Tsar   | 예     | 아니요 | 아니요 | 아니요   | 아니요 | 아니요 | 예     | 예     |
| 2017       | 프로스트바이트 (게임 엔진)   | ■ Battlefield 1: Turning Tides             | 예     | 아니요 | 아니요 | 아니요   | 아니요 | 아니요 | 예     | 예     |
| 2017       | 프로스트바이트 (게임 엔진)   | ■ Battlefield 1: Apocalypse                | 예     | 아니요 | 아니요 | 아니요   | 아니요 | 아니요 | 예     | 예     |
| 2018       | 프로스트 바이트12 (게임엔진) | ■ Battlefield V                            | 예     | 예     | 예     | 예       | 예     | 예     | 예     | 예     |
| 2018       |                              |                                            | 윈도우 | macOS  | PS2    | 엑스박스 | PS3    | X360   | PS4    | XONE   |